# Président Héron
La Président Héron est une variété de poire.

## Origine
Obtenu à Rouen d'un semis de pépin de Beurré d'Amanlis en 1883, le poirier Président Héron est mis au commerce par Arsène Sannier, en 1894.
Sa dénomination est un hommage à l'historien Alexandre Héron, président de la Société centrale d'horticulture de la Seine-Inférieure.

## Description

### Arbre
L'arbre n'est pas assez vigoureux sur cognassier, il y a lieu de le greffer sur franc. Une sélection des greffons, le choix d'un cognassier compatible pourraient peut-être amener la culture sur cognassier plus facile et permettre d'établir une bonne charpente.
La fertilité de cette variété est très grande. Ne craignant aucune maladie, on pourrait tenter la culture sur haute tige, en plein vent.

### Fruit
Gros ou assez gros, le fruit est en forme de Doyenné (doliforme), ou ovoïde, tronqué ou turbiné, tronqué et ventru, régulier en son pourtour.
Épiderme uniformément fauve, rude au toucher, bronzé à l'insolation.
Œil moyen, ouvert, inséré dans une cavité assez large, un peu profonde et régulière.
Pédicelle de force et longueur moyennes, implanté droit dans une cavité fortement accentuée, à bords réguliers.
Chair blanche, très fine, très juteuse, très sucrée, bien parfumée.
Qualité : très bonne, c'est un de nos meilleurs fruits.
Maturité : octobre-novembre.

#### Ouvrages
- André Leroy, « Dictionnaire de Pomologie », Poires, tomes  I et II, Imprimeries Lachaire à Angers.
- H. Kessler : « Pomologie illustrée », Imprimeries de la Fédération S.A, Berne, ISBN
- Georges Delbard, « Les Beaux fruits de France d’hier », Delbard, Paris, 1993,  (ISBN 2-950-80110-2).
- Alphonse Mas, Le verger (1865-1870) et La pomologie générale (1872-1883). Le verger, tome 1, poires d'hiver, planche, 1865, aquarelles du verger, Le Verger français, tome 1, 1947.

#### Revues et publications
- Revue « Fruits Oubliés », no 54.

### références
1. ↑  Voir la photo sur Lescrets pomologie.
2. ↑  Lire les informations tirées du Verger français sur pomologie.com.
3. ↑  « Poires Nouvelles de M. Sannier », Bulletins d'arboriculture, de floriculture et de culture potagère,‎ 1998, p. 214-215 (lire en ligne)
4. 1 2  Alain Rouèche, d'après Le Verger français.